# Frank van der Pol
Frank van der Pol (Rotterdam, 15 augustus 1950) is een Nederlands (emeritus) predikant en (emeritus) hoogleraar in de Kerkgeschiedenis van voor 1800 aan de Theologische Universiteit in Kampen.
In zijn jeugd behoorde Van der Pol bij de Gereformeerde Gemeente. Hij behaalde in 1971 zijn onderwijzersdiploma aan kweekschool de Driestar in Gouda. Daarna studeerde hij theologie aan de Theologische Hogeschool te Kampen en werd vervolgens predikant van de Gereformeerde Kerken vrijgemaakt te Krimpen aan den IJssel en Hattem. In 1988 keerde hij terug naar Kampen als universitair docent aan de universiteit aldaar. Daar promoveerde hij in 1990 op een studie over de Reformatie in de stad Kampen. In 1991 werd hij hoogleraar Kerkgeschiedenis. Hij publiceerde enkele studies over de Reformatie, waaronder twee studies over de betekenis van kerkhervormer Philipp Melanchthon.
In 2015 verkreeg hij emeritaat. In 2018 werd hij benoemd tot ridder in de Orde van Oranje-Nassau. In 2021 stapte hij over van de Gereformeerde Kerken vrijgemaakt naar de Gereformeerde Kerken Nederland (GKN).